# Парижский университет
Пари́жский университе́т (фр. Université de Paris) — ведущий университет в Париже, действовавший с 1150 по 1970 год, за исключением периода Революции между 1793 и 1806 годами. Возникнув около 1150 года как корпорация, связанная с соборной школой Нотр-Дам-де-Пари, он считался вторым старейшим университетом в Европе.
Официально учрежденный в 1200 году королем Франции Филиппом II и признанный в 1215 году Папой Иннокентием III, он позже часто назывался в честь своего богословского коллежа Сорбонны, в свою очередь основанного Робертом де Сорбоном.
Получив высокую международную репутацию за свои академические достижения в гуманитарных науках со времен Средневековья, особенно в теологии и философии, он ввел несколько академических стандартов и традиций, которые сохранились с тех пор и распространились по всему миру, например, докторские степени и студенческие нации. Огромное количество пап, дворян, ученых и интеллектуалов получили образование в Парижском университете.
В 1793 году, во время Французской революции, университет был закрыт, а в соответствии с пунктом 27 Революционного съезда пожертвования и здания колледжа были проданы. Новый Французский университет заменил его в 1806 году четырьмя независимыми факультетами: гуманитарным факультетом, юридическим факультетом, факультетом естественных наук, медицинским факультетом и факультетом теологии (закрыт в 1885 году).
После майских событий 1968 года был преобразован в 1970 году в 13 парижских независимых университетов.

## История

### Средние века
История Парижского университета восходит к началу XIII века, когда из церковных школ был создан университет, который быстро приобрёл большую известность и уважение, особенно по части философского и богословского образования.
Как полудуховное общество магистров (преподавателей), подчинённое духовной власти, Парижский университет представлял полный контраст со светскими, республиканскими университетами североитальянских городов; в качестве основного образования (Studium generale) он был, главным образом, высшей школой богословия и свободных искусств, включал в свои программы юриспруденцию только в виде канонического права, а в медицине уступал первенство другим studia generalia.
Став величайшей школой всей Западной Европы, имея среди своих учеников и учителей представителей всех наций и величайших учёных средневековья — Фому Аквинского, Альберта Великого, Раймунда Луллия, Роджера Бэкона, Дунса Скота, Уильяма Оккама, — университет стал высшим авторитетом в вопросах веры и разума и во время падения папства, в эпоху великого раскола, в лице Д’Альи, Герсона и Клеманжи был руководителем католической церкви и сделал попытку реформировать её.

### Раннее Новое время
Усиление королевской власти во Франции привело к большому стеснению самостоятельности Парижского университета, ректор которого с 1600 года стал королевским чиновником, хотя и избирался представителями «наций».
До самой Великой французской революции в Парижском университете господствовала схоластика. В эпоху революции было 4 факультета: богословский, юридический, медицинский и «артистический», где преподавалась поэзия и все свободные и механические искусства. Факультет «артистов», как в Средние века, объединял 4 нации: французскую, нормандскую, пикардийскую и германскую, распадавшиеся на 10 коллегий первого и 6 второго класса. Преподавание изобиловало архаизмами: так, у медиков читалась «римская» и «французская» хирургия.
Последнее заседание Парижского университета, как автономной корпорации, происходило 14 августа 1792 года. Декретом 17 августа 1792 года, объявившим о закрытии всех духовных и светских корпораций мужчин и женщин, старый университетский строй был уничтожен.

### Восстановление
При Наполеоне в 1803 году был восстановлен в Париже медицинский, а в 1804 году — юридический факультет. 17 марта 1808 года все учебные учреждения Первой империи были объединены в одной огромной государственной корпорации, Университете Франции. Поражение в войне с Пруссией было частично списано на рост превосходства немецкой университетской системы XIX века и привело к еще одной серьезной реформе французского университета. В 1880-х годах степень «лицензии» (бакалавра) для факультета литературы делится на: литературу, философию, историю, современные языки, причем для всех из них требуются французский, латинский и греческий языки. Для факультета естественных наук делится на: математику, физические науки и естественные науки. Факультет теологии упразднен республикой. В это время здание Сорбонны было полностью реконструировано.
В 1896 году факультетские корпорации академических округов получили название университетов и, таким образом, Парижский университет был формально восстановлен.
К 1914 году число студентов университета достигло 4500. В 1930-е годы число студентов достигло 14 500, из которых две трети изучали литературу.

### Закрытие
Студенческие восстания конца 1960-х годов были отчасти вызваны неспособностью французского правительства спланировать внезапный рост числа студентов университетов в результате послевоенного бэби-бума. Количество студентов французских университетов резко возросло с 280 000 в 1962–63 учебном году до 500 000 в 1967–68. Чтобы приспособиться к этому быстрому росту, правительство поспешно создало базовые факультеты за пределами университетов в качестве пристроек к существующим университетам. Эти факультеты не имели собственного университетского статуса, им не хватало академических традиций, удобств для поддержки студенческой жизни или постоянных профессоров. Треть всех французских студентов университетов оказалась на этих новых факультетах и созрела для радикализации в результате того, что им пришлось продолжать учебу в таких ужасных условиях.
В 1966 году, после студенческого бунта в Париже, министр образования Кристиан Фуше предложил «реорганизовать университетское обучение в отдельные двух и четырехлетние степени, наряду с введением избирательных критериев приема» в ответ на переполненность лекционных залов. Недовольные этими образовательными реформами, студенты начали протестовать в ноябре 1967 года в кампусе Парижского университета в Нантере. Действительно, по словам Джеймса Маршалла, эти реформы рассматривались «некоторыми как проявление технократически-капиталистического государства, а другими как попытки разрушить либеральный университет». После того, как студенческие активисты протестовали против войны во Вьетнаме, кампус был закрыт властями 22 марта и снова 2 мая 1968 года. На следующий день агитация распространилась на Сорбонну, и на следующей неделе многие студенты были арестованы. По всему Латинскому кварталу были возведены баррикады, а 13 мая прошла массовая демонстрация, в которой приняли участие бастующие студенты и рабочие. К 22 мая число бастующих рабочих достигло около девяти миллионов. Как объяснил Билл Ридингс:

[Президент Шарль де Голль] ответил 24 мая, призвав к референдуму, и [...] революционеры, возглавляемые неформальными комитетами действий, в ответ атаковали и сожгли Парижскую фондовую биржу. Затем голлистское правительство провело переговоры с лидерами профсоюзов, которые согласились на пакет мер по повышению заработной платы и расширению прав профсоюзов. Забастовщики, однако, просто отказались от этого плана. Когда французское государство пошатнулось, де Голль 29 мая бежал из Франции на французскую военную базу в Германии. Позже он вернулся и, заручившись поддержкой военных, объявил [всеобщие] выборы [в течение] сорока дней. [...] В течение следующих двух месяцев забастовки были сломлены (или разогнаны), а на выборах победили голлисты с возросшим большинством голосов.— 

### Реорганизация 1970 года
Президент Де Голль назначил Эдгара Фора министром образования. Фору было поручено подготовить законодательные предложения по реформе французской университетской системы с помощью ученых. Их предложение было принято 12 ноября 1968 года. В соответствии с новым законом факультеты Парижского университета должны были реорганизоваться. Это привело к разделению Парижского университета на 13 университетов.
В 2017 году университеты Париж IV и Париж VI объединились в Сорбоннский университет. В 2019 году университеты Париж V и Париж VII объединились в новый Университет Париж Сите, в результате чего количество университетов-преемников составило 11.
| Номер      | Прежнее название                     | Нынешнее название                    | Факультеты/институты до распада | Специализация                                                                             | Количество студентов | Местоположение |
| ---------- | ------------------------------------ | ------------------------------------ | --- | ----------------------------------------------------------------------------------------- | -------------------- | -------------- |
| Париж I    | Университет Париж I Пантеон-Сорбонна | Университет Париж I Пантеон-Сорбонна | Факультет права и экономики (присоединились 35 из 41 профессора экономики, а также несколько профессоров права) и факультет гуманитарных наук. Были также Парижский институт географии, Парижский институт делового администрирования, часть Института искусства и археологии Парижского университета | Гуманитарные науки, право, социальные науки, экономика                                    | 45,200               | Париж          |
| Париж II   | Университет Париж II Пантеон-Ассас   | Университет Пантеон-Ассас            | Факультет права и экономики Парижа (присоединились 88 из 108 профессоров права, а также несколько профессоров экономики) и Высший институт международных исследований | Право, политология, экономика                                                             | 17,705               | Париж          |
| Париж ІІІ  | Новый Сорбоннский университет        | Новый Сорбоннский университет        | Факультет гуманитарных наук совместно с Институтом лингвистики Парижа, Института передовых латиноамериканских исследований Парижского университета | Гуманитарные науки                                                                        | 19,360               | Париж          |
| Париж ІV   | Университет Париж-Сорбонна           | Сорбоннский университет              | Факультет гуманитарных наук вместе с Институтом славистики Парижского университета и Институтом музыковедения Парижского университета | Гуманитарные науки                                                                        | 55,600               | Париж          |
| Париж VI   | Университет Пьера и Марии Кюри       | Сорбоннский университет              | Факультет естественных наук, медицинский факультет, Национальная школа химии и Парижский институт физики Земли (до 1990 г.) | Естествознание, медицина                                                                  | 55,600               | Париж          |
| Париж V    | Университет Париж Декарт             | Университет Париж Сите               | Факультет гуманитарных наук, медицинский факультет, фармацевтический факультет, Парижский институт психологии, Парижский институт фармакотехники и фармакодинамики, Технологический институт Университета Авеню де Версаль и Парижский институт молекулярной патологии                                | Медицина, социальные науки, гуманитарные науки                                            | 64,100               | Париж          |
| Париж VII  | Университет Париж Дидро              | Университет Париж Сите               | Факультет наук, факультет литературы и медицинский факультет | Естествознание, медицина, гуманитарные науки, социальные науки, искусство                 | 64,100               | Париж          |
| Париж VIII | Венсенский университет               | Университет Париж 8 Венсен-Сен-Дени  | Винсеннский университетский центр (большинство профессоров были с факультета гуманитарных наук) | Социальные науки                                                                          | 14,070               | Кретей         |
| Париж IX   | Университет Париж IX                 | Университет Париж-Дофин              | Университетский центр Дофин (профессора были с экономического департамента факультета права и экономики) | Математика, информатика, менеджмент, экономика, финансы, право, политология, журналистика | 10,000               | Кретей         |
| Париж X    | Университет Париж-Запад              | Университет Париж-Нантер             | Факультет права и экономики и факультет гуманитарных наук в Нантере вместе с Технологическим институтом Университета Виль-д'Авре | Право, гуманитарные науки, политология, социальные и естественные науки и экономика       | 32,000               | Версаль        |
| Париж XI   | Университет Париж-Юг                 | Университет Париж-Сакле              | Факультет естественных наук в Орсе (Четвертый факультет естественных наук), Институт Гюстава Русси, Институт ядерной физики Парижского университета, Технологический институт Университета Орсе, Технологический институт Университета Кашан и Технологический институт Университета Со               | Медицина, естествознание, право, экономика                                                | 60,000               | Версаль        |
| Париж XII  | Университет Париж-Восток             | Университет Париж-Эст-Кретей         | Университетский больничный центр (на французском языке: Centre hospitalier universitaire, CHU) Анри-Мондор, факультет права и экономики в Кретей, Университетский центр Варен-Сент-Илер и Парижский институт планирования                                                                             | Медицина, естествознание                                                                  | 32,156               | Кретей         |
| Париж XIII | Университет Париж-Север              | Университет Сорбонна Париж Север     | Факультет естественных наук Парижа в Вильтанезе (третий факультет естественных наук), факультет права и экономики, Университетский центр Сен-Дени-Вильтанёз и Технологические институты Университета Сен-Дени                                                                                         | Естествознание, общественные науки, медицина, право                                       | 23,078               | Кретей         |

## Структура университета

### Факультеты Парижского университета
- Факультет естественных наук
- Факультет литературы
- Медицинский факультет
- Факультет права и экономики
- Фармацевтический факультет
- Университетский центр Дофин
- Венсенский университетский центр
- Университетский центр Сен-Дени-Вильтанёз

### Институты и школы Парижского университета
- Национальная школа химии
- Высшая нормальная школа
- Парижский институт физики Земли
- Обсерватория Ниццы
- Аэротехнический институт Сен-Сир
- Институт славистики
- Институт музыковедения
- Институт статистики
- Институт планирования
- Институт психологии
- Институт фармакотехники и фармакодинамики
- Технологический институт Университета Авеню де Версаль
- Институт молекулярной патологии
- Институт географии
- Институт делового администрирования
- Институт искусства и археологии
- Высший институт международных исследований
- Институт этнологии
- Институт лингвистики
- Институт передовых латиноамериканских исследований
- Институт Гюстава Русси
- Институт ядерной физики
- Технологический институт Университета Кашан
- Технологический институт Университета Орсе
- Институт истории науки
- Технологический институт Университета Виль-д'Авре
- Институт кинологии

## Ректор Парижского университета
Должность ректора Парижского университета была создана в XIII веке в соответствии с хартией от 15 января 1200 года, давшей официальный статус Парижскому университету. С середины XIV века ректор имел статус главы университета, но с ограниченными полномочиями. Во время Французской революции Закон Ле Шапелье привел к исчезновению Парижского университета. Воссозданный в 1895 году, министр народного просвещения по праву являлся ректором Парижской академии. На практике университетом руководил проректор Парижской академии, который также становится президентом Совета Парижского университета. Ректорство на протяжении большей части своей истории было выборной должностью, пользующейся большим академическим престижем.
В XX веке ректорами Парижского университета были:
- Октав Греар (1885—1902)
- Луи Лиар (1902—1917)
- Люсьен Пуанкаре (1917—1920)
- Поль Аппель (1920—1925)
- Поль Лапи (1925—1927)
- Себастьян Шарлети (1927—1937)
- Гюстав Русси (1937—1940)
- Жером Каркопино (1940—1941)
- Поль Азар (15 февраля-5 марта 1941)
- Шарль Морейн (5 марта-30 сентября 1941)
- Жильбер Жидель (1941—1944)
- Гюстав Русси (1944—1947)
- Жан Саррай (1947—1961)
- Жан Рош (1961—1969)

Реорганизация 1970 года разделила университет на тринадцать независимых частей.

## Известные люди

### Знаменитые преподаватели
- Святой Альберт Кёльнский
- Антуан Фредерик Озанам
- Франсуа Гизо
- Мария Склодовская-Кюри

### Знаменитые выпускники
- Жан Кальвин
- Дени Дидро
- Вольтер
- Оноре де Бальзак